# SHISHAMO 4
『SHISHAMO 4』（シシャモ よん）は、SHISHAMOの4枚目のオリジナル・アルバム。2017年2月22日にGOOD CREATORS RECORDS / UNIVERSAL SIGMAから発売された。

## 概要
- 前作『SHISHAMO 3』から約1年ぶりのオリジナル・アルバム。2016年12月11日、SHISHAMO ワンマンツアー2016秋「夏の恋人はもういないのに、恋に落ちる音が聞こえたのはきっとあの漫画のせい」の最終公演、Zepp Tokyoでリリースが発表になった[7]。
- 前作までのアルバムはどれも「シングル曲」「リード曲」「アルバム曲」で構成されていたが、本作は収録曲を全曲シングルカットできるものにしたいという意気込みで制作された[8][9]。
- リリースに先駆けて2017年2月1日より、「魔法のように」はLINE MUSIC[10]、「明日も」はdヒッツにて先行配信が開始された[11]。この2曲は、同日にカラオケDAMとJOYSOUNDでも先行配信が開始された[12]。また、2月8日からはiTunesにて、アルバムのプレオーダー受付と上記2曲の先行配信が開始された[13]。
- 購入者特典として、タワーレコード・TSUTAYA・HMV・その他対象店舗では、『「SHISHAMO 4」きせかえジャケットステッカー』が付けられた[14]。
- 本作を引っ提げ、SHISHAMO ワンマンツアー2017春「明日メトロですれちがうのは、魔法のような恋」が2017年3月18日から6月22日まで行われた。このツアーはアリーナ編、ホール編、ライブハウス編で構成され、アリーナ編のファイナルはSHISHAMOにとって2度目の日本武道館公演だった[15][16]。
- メンバー監修によるバンドスコアブックの 『バンド・スコア　SHISHAMO 「SHISHAMO 4」』が2017年11月30日に発売された[17]。
- 2017年12月20日、完全生産限定盤の『SHISHAMO 4 NO SPECIAL BOX』が発売された。CDに収録されている全11楽曲の映像作品集がBlu-ray Discで付いているほか、5周年を記念したスペシャルブックレットが透明三方背ケースに入った特別仕様。この完全生産限定盤には、2018年7月28日開催予定だった『SHISHAMO NO 夏MATSURI!!! ～ただいま川崎2018～』の先行応募チラシが封入された[18]。

## 収録内容
通常盤
| 全作詞・作曲: 宮崎朝子。 |                              |           |            |                                                    |      |
| #                        | タイトル                     | 作詞      | 作曲・編曲 | 編曲                                               | 時間 |
| 1.                       | 「好き好き！」               | 宮崎朝子  | 宮崎朝子   | SHISHAMO                                           | 3:21 |
| 2.                       | 「すれちがいのデート」       | 宮崎朝子  | 宮崎朝子   | SHISHAMO                                           | 4:35 |
| 3.                       | 「恋に落ちる音が聞こえたら」 | 宮崎朝子  | 宮崎朝子   | SHISHAMO                                           | 4:02 |
| 4.                       | 「終わり」                   | 宮崎朝子  | 宮崎朝子   | SHISHAMO                                           | 4:17 |
| 5.                       | 「恋」                       | 宮崎朝子  | 宮崎朝子   | SHISHAMO                                           | 4:52 |
| 6.                       | 「音楽室は秘密基地」         | 宮崎朝子  | 宮崎朝子   | SHISHAMO                                           | 5:02 |
| 7.                       | 「きっとあの漫画のせい」     | 宮崎朝子  | 宮崎朝子   | SHISHAMO                                           | 3:47 |
| 8.                       | 「メトロ」                   | 宮崎朝子  | 宮崎朝子   | SHISHAMO、高野勲・宮崎朝子（ホーンアレンジ）       | 5:39 |
| 9.                       | 「夏の恋人」                 | 宮崎朝子  | 宮崎朝子   | SHISHAMO、高野勲・宮崎朝子（ストリングスアレンジ） | 5:29 |
| 10.                      | 「魔法のように」             | 宮崎朝子  | 宮崎朝子   | SHISHAMO                                           | 5:00 |
| 11.                      | 「明日も」                   | 宮崎朝子  | 宮崎朝子   | SHISHAMO、高野勲・宮崎朝子（ホーンアレンジ）       | 6:09 |
| 合計時間:                | 合計時間:                    | 合計時間: | 52:18      |                                                    |      |

完全生産限定盤「SHISHAMO 4 NO SPECIAL BOX」
| #   | タイトル                                                             | 作詞 | 作曲・編曲 |
| --- | -------------------------------------------------------------------- | ---- | ---------- |
| 1.  | 「好き好き！」(SHISHAMO NO NATSU FES 17 DIGEST)                      |      |            |
| 2.  | 「すれちがいのデート」(SHISHAMO ワンマンツアー2017 春 in 日本武道館) |      |            |
| 3.  | 「恋に落ちる音が聞こえたら」(SHISHAMO NO OSAKA-JOHALL!!!)            |      |            |
| 4.  | 「終わり」(SHISHAMO ワンマンツアー2017 春 in 日本武道館)             |      |            |
| 5.  | 「恋」(SHISHAMO ワンマンツアー2017 春 in 日本武道館)                 |      |            |
| 6.  | 「音楽室は秘密基地」(SHISHAMO ワンマンツアー2017 春 in 日本武道館)   |      |            |
| 7.  | 「きっとあの漫画のせい」(SHISHAMO NO OSAKA-JOHALL!!!)                |      |            |
| 8.  | 「メトロ」(SHISHAMO ワンマンツアー2017 春 in 日本武道館)             |      |            |
| 9.  | 「夏の恋人」(Music Video)                                            |      |            |
| 10. | 「魔法のように」(Music Video)                                        |      |            |
| 11. | 「明日も」(Music Video)                                              |      |            |

- ブックレット付属、透明三方背ケース仕様

## 楽曲解説
1. 好き好き！
  - JTB「沖縄キャンペーン」のCMソング[19]。
  - SHISHAMO ワンマンツアー2016秋「夏の恋人はもういないのに、恋に落ちる音が聞こえたのはきっとあの漫画のせい」のツアー中に制作された曲。熊本のホテルで作り、広島公演の日に現地のスタジオで練習して、東京に戻りレコーディングをした[8][9]。
  - 歌詞とメロディは同時進行で作られた。制作にあたり宮崎は「僕に彼女ができたんだ」（『SHISHAMO 』に収録）のポップさをイメージしていた[8]。
  - 1月31日、SHISHAMOがレギュラー出演していたJ-WAVE『SPARK』でラジオ初オンエアされた[20]。
2. すれちがいのデート
  - 男女のすれ違いが描かれた曲で、女の子目線と男の子目線が交互に登場する。楽しんで書いたという歌詞について宮崎は、「男目線の歌詞も正しいことを言ってるんだけど、すれ違っていて絡まってる」と説明している[9][21]。
3. 恋に落ちる音が聞こえたら
  - 5thシングル「夏の恋人」のカップリング曲。
4. 終わり
  - 主人公がいてストーリーがあることの多いSHISHAMOの楽曲の中で、「絶望」という感情が主役の曲。このアルバムにはホーンやストリングスを導入した曲も収録されているが、「終わり」は3人の鳴らす音だけで存在感がある曲にしたかったという[8]。
  - 最後までタイトルが決まらず、仮タイトルがそのまま採用されることになった[21]。
5. 恋
  - アルバムにバンドサウンドではない違った雰囲気の曲を入れたいという動機で作られた[8]。
  - 音数が少ない分、スケール感を大きくするためにコーラスを重ねており、その数は『SHISHAMO 2』に収録された「昼夜逆転」を上回った[8][22]。
6. 音楽室は秘密基地
  - NHK『みんなのうた』2017年2月・3月度放送曲[23]。
7. きっとあの漫画のせい
  - 本作の中で「一番バンドっぽい曲」で、「全員の楽器の持ち味が出ている」と話している。以前からライブでは演奏されており、大阪城ホール、野音公演を経たことで、曲にふさわしい歌い方を掴んでレコーディングに臨めたという[9]。
  - 宮崎が姉に借りた浅野いにおの短編集を読んだことが制作のきっかけだった[21]。なお、2021年リリースの『SHISHAMO 7』の初回限定盤には浅野の漫画が付属され、コラボレーションが実現した[24]。
8. メトロ
  - 地下鉄に乗ると別れた相手のことを思い出してしまう失恋が歌われた曲[21]。
  - 音に関してはイントロのフレーズから制作され、宮崎と高野勲がアレンジを担当したホーンが導入された[8][22]。西岡ヒデローがトランペット、宮内岳太郎がトロンボーン、栗原健がサクソフォーンで参加している[25]。
  - 1月23日、ZIP-FM『GROOVER'S DIVE』でラジオ初オンエアされた[20]。
9. 夏の恋人
  - 5thシングル。
10. 魔法のように
  - 「化粧や洋服が好きな女の子」をテーマに制作された曲。同じようなテーマで作り始めた「彼女の日曜日」（1stシングル「君と夏フェス」のカップリング曲で『SHISHAMO 2』に収録）が、最終的に恋愛の曲になってしまったという過去があり、その再挑戦となった[8]。この曲に関しては、リスナーを女の子に絞ってしまってもいいというほどの気持ちで、女の子に寄り添える曲を書いたと話している[26]。
  - リクルートホールディングス「タウンワーク 雪国篇」のCMソングに起用された[27]。
  - 1月16日、cross fm『Challenge ラヂヲ』でラジオ初オンエアされた[20]。
  - 2月7日、ミュージック・ビデオが公開された。女の子の内面を描いた歌詞の内容を10代から20代の総勢10名の若手女優たちが体現しており、コスメやヘアケア商品のCMを模したシーンが登場する。須藤カンジが監督を務めた[28]。
11. 明日も
  - NTTドコモ『ドコモの学割「ししゃも?」』篇のCMソング[29]。
  - 『第68回NHK紅白歌合戦』歌唱曲[30]。

## 参加ミュージシャン

### SHISHAMO
- 宮崎朝子：Guitar, Vocal, Piano (#-6)
- 松岡彩：Bass
- 吉川美冴貴：Drums

### 外部ミュージシャン
- 西岡ヒデロー：Trumpet (#-8・#-11)
- 宮内岳太郎：Trombone (#-8・#-11)
- 栗原健：Saxophone (#-8・#-11)
- 四家卯大Strings：Strings (#-9)